# Руандийско-украинские отношения
Руандийско-украинские отношения — двусторонние дипломатические отношения между Руандой и Украиной. Отношения были установлены 8 сентября 1993 года.

## История отношений
Руанда признала независимость Украины после распада СССР 7 февраля 1992 года, а официальные дипломатические отношения между странами были установлены 8 сентября 1993 года.
30 ноября 2021 года посол Украины в Кении и по совместительству в Руанде Андрей Праведник вручил верительные грамоты министру иностранных дел Руанды Венсану Бируте.
25 мая 2023 года в Кигали министр иностранных дел Руанды Венсан Бирута и министр иностранных дел Украины Дмитрий Кулеба подписали меморандум о взаимопонимании о политических консультациях, где украинский политик также заявил, что Украина откроет своё посольство в Руанде; Кулеба также провёл встречу с президентом Руанды Полем Кагаме.
18 апреля 2024 года министр иностранных дел Руанды Венсан Бирута провёл двустороннюю встречу с представителем Украины по вопросам Ближнего Востока и Африки Максимом Субхом.
19 апреля 2024 года Украина открыла своё посольство в столице Руанды Кигали.

## Дипломатические миссии
- У Руанды есть аккредитированное посольство в Берлине[12], Германия
- У Украины есть посольство в Кигали[13]